# 청구대학
청구대학(靑丘大學)은 1948년 대한민국 대구에 설립되었던 사립대학, 근로자 교육기관이다. 한국의 교육자 최해청과 에스페란티스토 홍형의가 주도하여 1948년 근로자 교육기관으로서 설립되었다. 
1967년 대구대학과 통합되어 영남대학교로 개편되었다.

## 연혁
- 1948년 5월 대구야간대학 기성회 조직, 장인환 회장 선임
- 1948년 9월 대구문리과전문학원 인가
- 1948년 11월 종로 임시교사 개교, 원장 최해청 취임
- 1950년 3월 포정동으로 교사 이전
- 1950년 4월 재단법인 청구대학 설립 인가, 이사장 정종수, 학장 최해청 취임
- 1952년 5월 주간부 설치
- 1953년 3월 제1회 졸업생 배출 (49명)
- 1955년 8월 문화동으로 교사 이전
- 1961년 4월 공학부 효목동 신축 교사 이전, 대학원 설치
- 1962년 2월 병설 실업초급대학 설립
- 1963년 1월 병설 공업고등전문학교 설립
- 1964년 3월 대학본부를 30여만 평의 효목동 교사로 이전
- 1967년 12월 대구대학과 통합되어 영남대학교(학교법인 영남학원)로 개편 (총 14회 3,459명의 졸업생 배출)